# ألبرتو ألكوسر
ألبرتو ألكوسر (بالإسبانية: Alberto Alcocer)‏ هو شخصية أعمال إسباني، ولد في 17 ديسمبر 1942 في مدريد في إسبانيا.